# Linea di successione al trono dell'Iran

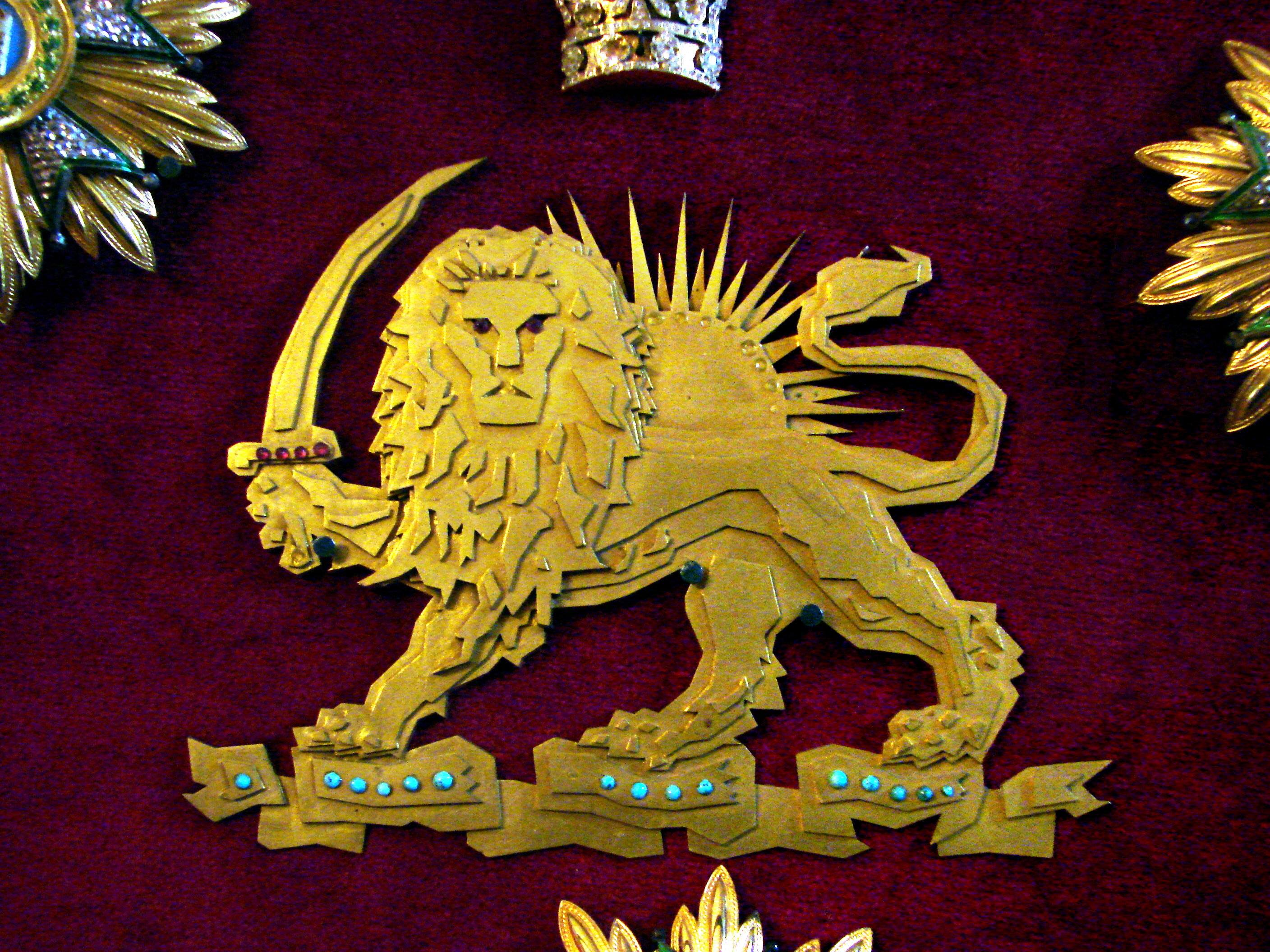
Il leone d'oro, simbolo della Persia

La monarchia iraniana (persiana) terminò a seguito della Rivoluzione islamica del 1979 e del conseguente allontanamento dal trono dello scià Mohammad Reza Pahlavi.

## Linea di successione Pahlavi
Durante la dinastia Pahlavi la legge di successione stabiliva che lo scià dovesse essere di religione islamica, dovesse essere figlio di cittadina persiana e non discendente dalla precedente dinastia Qajar.
L'attuale pretendente è il principe ereditario Reza Pahlavi, nato nel 1960, figlio primogenito di Mohammad Reza Pahlavi, e la linea di successione è la seguente:
1. Principe Patrick Ali Pahlavi, nato nel 1947, zio di Reza Pahlavi.
2. Principe Davoud Pahlavi, nato nel 1972, primogenito di Patrick Ali Pahlavi.
3. Principe Houd Pahlavi, nato nel 1973, secondogenito di Patrick Ali Pahlavi.
4. Principe Rafaël Pahlavi, nato nel 2006, primogenito di Houd Pahlavi.
5. Principe Younes Pahlavi, nato nel 1976, terzogenito di Patrick Ali Pahlavi.

## Linea di successione Qajar
La dinastia Qajar venne deposta nel 1925. Dopo il colpo di Stato di Reza Pahlavi, nel 1921, lo scià Ahmad Qajar venne detronizzato dalla Majlis nel 1925. Durante la dinastia Qajar la legge di successione stabiliva che lo scià dovesse essere di sesso maschile, di dinastia Qajar e di nazionalità persiana.
L'attuale pretendente è il principe Mohammad Hassan Mirza II, nato nel 1949, e la linea di successione è la seguente:
1. Principe Arsalan Mirza.
2. Principe Mohammad Ali Mirza Qajar.

Tuttavia, gli usi della successione presso i Qajar, a differenza di altre dinastie iraniane e del mondo islamico, prevedevano che la madre fosse una moglie ufficiale (aghdi) del sovrano e che fosse anche lei di sangue Qajar. Questa tradizionale, di squisita origine tribale (anche se i matrimoni tra consanguinei fanno parte della cultura iraniana in genere, specie tra i ceti elevati), ha un antecedente storico. Per assicurarsi l'appoggio dell'altro clan della tribù Qajar, i Devehlou, nella guerra per la conquista del trono, Agha Muhammad Khan, capo della tribù Qajar e capo del clan Qovanlou, promise al capo dell'altro clan che suo nipote ed erede designato, Fah Ali Khan (il futuro Fath Ali Shah) avrebbe sposato una sua figlia e che il loro primo figlio maschio sarebbe stato a sua volta l'erede al trono, in caso di conquista del potere. In questo modo, entrambi i clan principali della tribù avrebbero visto garantita la vicinanza di sangue alla linea di successione della dinastia. Di qui viene alla dinastia Qajar la peculiarità di molti primogeniti maschi esclusi dalla successione perché la loro madre mancava dei requisiti sopra menzionati. In un caso, quello del principe Farmanfarma I, figlio dello stesso Fath Ali Shah, questo fatto portò a un tentativo di ribellione contro l'erede legittimo alla morte del padre. Altri principi nella stessa condizione, ad esempio il celebre Masud Mirza Zell us Soltan, sono sospettati di aver progettato o vagheggiato tentativi simili, senza però attuarli.